# Matsari
Matsari (nepalski: मत्सरी) – gaun wikas samiti w środkowej części Nepalu  w strefie Narajani w dystrykcie Rautahat. Według nepalskiego spisu powszechnego z 2001 roku liczył on 583 gospodarstw domowych i 3430 mieszkańców (1658 kobiet i 1772 mężczyzn).